# Gand-Wevelgem 1950
 (novembre 2021).
La 12e édition de Gand-Wevelgem a eu lieu le 26 mars 1950. La course est remportée par le Belge Albéric dit Briek Schotte (équipe Alcyon-Dunlop) qui parcourt les 255 kilomètres en 6 h 44 min 0 s.
103 coureurs ont pris le départ et 33 ont terminé la course.

## Classement final
| Place | Coureur           | Équipe             | Temps           |
| ----- | ----------------- | ------------------ | --------------- |
| 1     | Briek Schotte     | Alcyon-Dunlop      | 6 h 44 min 00 s |
| 2     | Albert Decin      | Alcyon-Dunlop      | à 2 min 46 s    |
| 3     | André Declerck    | Terrot-Wolber      | m.t.            |
| 4     | Marcel Rijckaert  | -                  | m.t.            |
| 5     | Emmanuel Thoma    | Terrot-Wolber      | m.t.            |
| 6     | Edouard Klabinski | Mercier-Hutchinson | m.t.            |
| 7     | André Pieters     | Ryssel             | m.t.            |
| 8     | Joseph Van Stayen | -                  | m.t.            |
| 9     | Roger Decock      | Bertin-Wolber      | m.t.            |
| 10    | Roger Desmet      | Terrot-Hutchinson  | m.t.            |

## Sources et liens externes
- Site officiel
- Gand-Wevelgem 1950 sur bikeraceinfo.com
- Gand-Wevelgem 1950 sur Procyclingstats.com